# Палм-Джабаль-Али

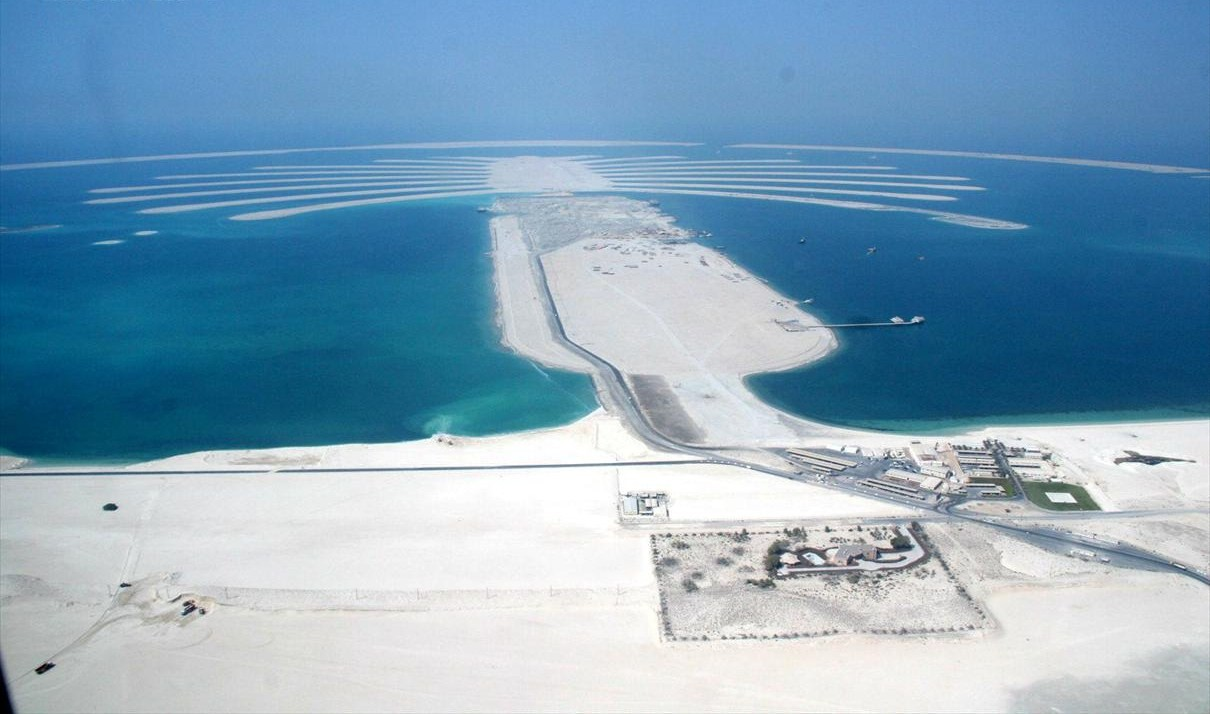
Палм-Джабаль-Али (октябрь 2007)

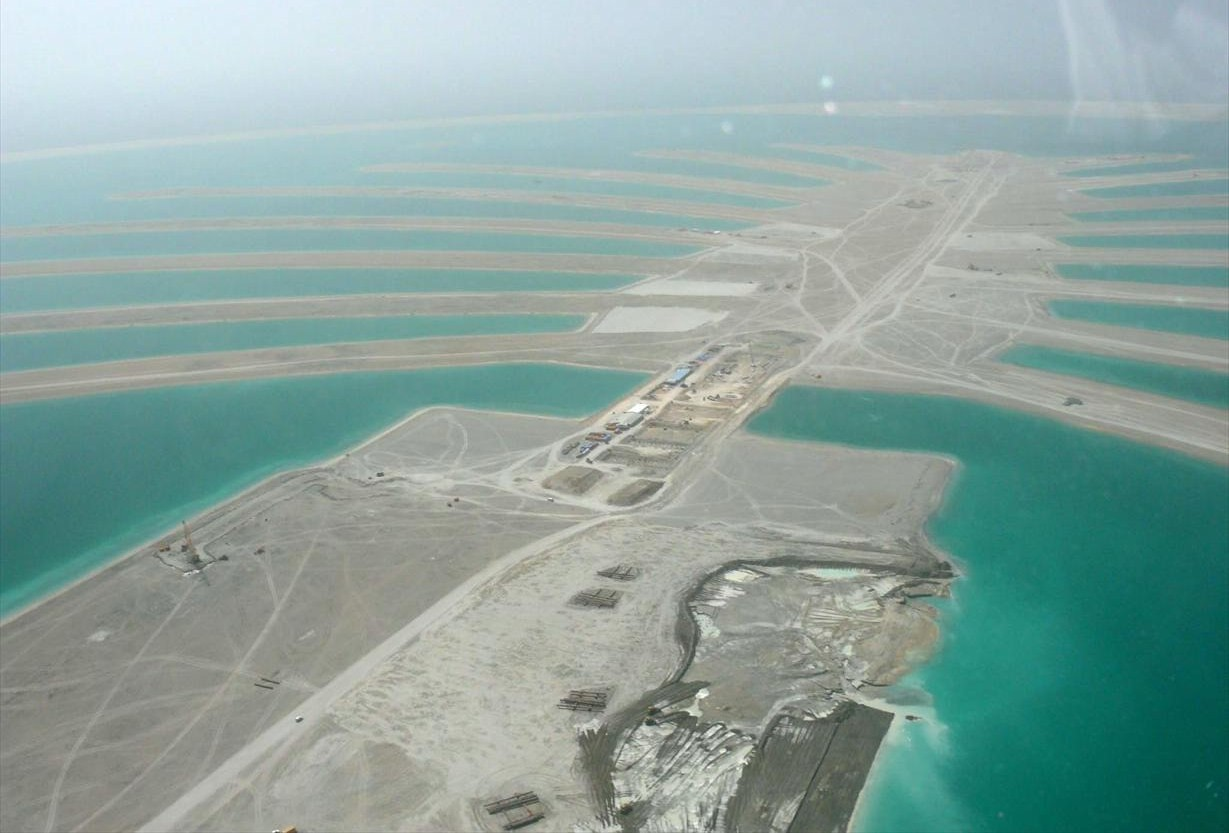
Палм-Джабаль-Али (май 2008)

Палм-Джабаль-Али или Палм-Джебель-Али (араб. خلة جبل علي‎, англ. Palm Jebel Ali) — архипелаг искусственно созданных островов в Персидском заливе, близ побережья эмирата Дубай. Находится в Скоплении искусственных архипелагов в Дубае.

## Общие сведения
Песчаные острова Палм-Джабаль-Али находятся в Дубае, приблизительно в 5 километрах к юго-западу от крупнейшей в мире искусственной гавани Джабаль-Али и являются одним из трёх искусственных островных групп, объединённых под названием Пальмовые острова. Начало насыпных работ для Палм-Джабаль-Али было в октябре 2002 года, к началу 2008 года они были завершены. Всего было создано 8 островов. В 2009 году на архипелаге развернулись строительные работы. Западнее островов Палм-Джабаль-Али, в прилегающих к ним водах, запланировано создание гораздо более крупного по площади острова-города Дубай-Ватерфронт. Таким образом, Палм-Джабаль-Али со временем станет одним из восточных районов последнего.
В 2011 году, в связи с низким спросом на недвижимость, большинство строительных работ на Палм-Джабаль-Али было приостановлено.